# Български гарнизон в Солун
Българският гарнизон в Солун е българска военна част, съществувала по време на Балканските войни.

## История
В началото на Балканската война Седма пехотна рилска дивизия настъпва в посока Солун. Градът е овладян от гръцки военни части на 27 октомври 1912 година, а на 29 октомври по дипломатически път е издействано и българската дивизия да влезе в града. Скоро след това тя е изпратена в Източна Тракия, за да се включи в боевете при Булаир. В Солун остават три роти от 14-и македонски полк и 7-и не скорострелен артилерийски полк.
Българските войски са разположени по улиците „Хамидие", „Митхадпаша", „Фейзли" и в района на църквата „Света София“, където се намира и българското военно комендантство. Основната им задача е охраняването на българските институции в града.
В началото на Междусъюзническата война на 17 юни 1913 година гарнизонът е разбит, а българските военнопленници са заточени на остров Трикери.
Георги Божков описва събитията непосредствено в началото на конфликта така:
| „ | Аз вземах една пушка и се качих горе на терасата. Пансион беше къщата на мадам Гера, а в двора имаше голяма барака с чешми и нахвърляни тюфлеци. Пет без десет беше и от морето започнаха да стрелят оръдията по зданието, където бяха войниците от 14 македонски полк. По право беха пръснати части, щабове. Черквата “Св. Атанас”, Исляхането, училището, Идадието, гробищата, горната махала, всичкото беше в наши ръце. Обаче гърците докараха големи сили, беха се готвили от по-рано. Беха направили окопи, но нашите не беха обърнали внимание, макар че в. “Право” беше писал нещо. Тогава баща ми беше в Солун и викаше: - Не са хубави тия работи! Щом започнаха един с друг да се ядат, какво ли ще бъде? Започна сражението. Гърците стреляха от джамията. Горе на терасата бехме 7-8 души. Мене ме раниха и аз слезох долу. Скочих върху тюфлеците , вдигна се прах и гърците помислиха, че съм убит и не стреляха повече по мен. Прехвърлих се през една гръцка къща и излязох под джамията. Излезох край църквата “Св. Атанас”, от там пък гърците обстрелват джамията “Св. София”. Ми викат гърците: - Тисо! Тисо! (Назад! Назад!)... | “ |